# Unité d'aviation de police de Chypre
L’unité d'aviation de la police chypriote (CPAU - grec moderne : Μονάδα Αεροπορικών Επιχειρήσεων (Μ.Α.ΕΠ.)) est l'unité navigante de la police nationale de la république de Chypre (en). L'unité a été créée le 10 juin 2008, après avoir fonctionné comme escadron aérien de la police chypriote (de 1990 au 9/6/2008).

## Missions
La mission de la CPAU est la suivante :
1. Surveillance de la côte et des limites territoriales de la république de Chypre, ainsi que de la région d’information de vol (FIR) de Nicosie, en coopération avec d’autres unités, dans le but de prévenir le trafic de drogue, l’immigration illégale et le terrorisme.
2. Supervision et surveillance des autoroutes et des routes principales.
3. Missions de recherche et de sauvetage visant à sauver des vies humaines et des biens en cas d'accident naval ou aérien survenant dans la FIR Nicosia.
4. Transport de patients ou de blessés vers un centre médical approprié à Chypre.
5. Lutte contre l'incendie et soutien d'autres unités de lutte contre l'incendie.
6. Localisation de victimes sous l'eau à l'aide de plongeurs.
7. Transport de membres de la police et d'autres membres du personnel gouvernemental en mission spéciale.
8. Transport de hauts fonctionnaires et de personnalités.
9. Accompagnement de convois motorisés avec hauts fonctionnaires et personnalités.
10. Exécution de toute mission assignée par le Centre conjoint de coordination de sauvetage de Chypre (en) (JRCC).
11. Exécution de toute autre tâche demandée par le chef de police.

## Flotte
| Année d'entrée en service | Type        | Photo | Industriel      | Modèle               | Immatriculation |
| ------------------------- | ----------- | ----- | --------------- | -------------------- | --------------- |
| 1990                      | Avion       |       | Britten-Norman  | ISLANDER BN-2T       | CP-1            |
|                           | Hélicoptère |       | Bell Helicopter | Bell 412SP           | CP-2            |
|                           | Hélicoptère |       | Bell Helicopter | Bell 412EP           | CP-4            |
| 2011                      | Hélicoptère |       | AgustaWestland  | AgustaWestland AW139 | CP-6            |
| 2011                      | Hélicoptère |       | AgustaWestland  | AgustaWestland AW139 | CP-8            |

### Chronologie
En novembre 2012, le Britten-Norman Islander a été vendu à 75 000 euros, avec ses pièces de rechange à 75 000 euros aussi, bien qu'un rapport de la police suggérait que l'avion devait être réparé pour 250 000 euros.
En décembre 2013, le ministre de la Justice et de l'ordre public, M. Ionas Nicolaou, a ordonné l'ouverture d'une enquête sur la vente du Britten-Norman Islander. Il a été découvert que l'avion avait été jugé incapable de voler plus de 40 heures, mais ce dernier avait quitté Chypre pour la Finlande, où se trouvait l’acheteur, et était maintenant en vente au prix de 750 000 euros par le nouveau propriétaire après sa réparation.
En 2015, les deux hélicoptères Bell devaient être repeints en bleu et blanc pour remplacer le jeu de couleurs plus ancien jaune, bleu clair et blanc. Cette nouvelle palette de couleurs bleue et blanche est identique à celle des hélicoptères Augusta Westland qui ont été peints lors de leur première réception.